# الأفلاطونية في الفلسفة الإسلامية
كانت بعض الفلسفة الإسلامية في العصور الوسطى مُشبعة بكل من الأرسطية والأفلاطونية المحدثة منذ بداياتها في القرن التاسع مع الكندي، ولكن تأثير الأفلاطونية المحدثة أصبح أكثر وضوحًا في القرنين العاشر والحادي عشر مع الفارابي وابن سينا. قام الفارابي بتوسيع مفهوم أفلاطون للمدينة المثالية التي يحكمها الملوك الفلاسفة لتطوير فلسفة سياسية يمكنها استيعاب التنوع الديني والثقافي المركزي للدول الإسلامية. ومن ناحية أخرى، عارض كل من الغزالي وابن رشد وجهات النظر الأفلاطونية المحدثة بشدة.[بحاجة لمصدر]
إن السمة المميزة للفكر الأفلاطوني المحدث في علم الكلام الإسلامي هي خاصية الفيض، أي ربط سمو الله بالواقع الجسدي لخلقه. تم تقديم المذهب الأفلاطوني الإسلامي المحدث على يد الفارابي، على الرغم من أن ابن سينا أثبت أن له تأثيرًا أكبر. يقدم كلا المؤلفين مخططًا معقدًا للفيض.[بحاجة لمصدر]
وقد سُمح للأفلاطونية المحدثة الإسلامية بالازدهار في الفترة من القرن العاشر إلى أوائل القرن الحادي عشر، ولكن كان هناك رد فعل قوي ضدها في أواخر القرن الحادي عشر، وخاصة من جانب الغزالي، الذي يمثل "الهجوم الأكثر لاذعًا على الفلسفة" في اللاهوت (علم الكلام) الإسلامي في ذلك الوقت، ورد الفعل الأكثر قسوة على الأفلاطونية المحدثة على وجه الخصوص (حسب نيتون 1998). أثار انتقاد الغزالي رد فعل مضاد من جانب ابن رشد، الذي كتب "ردًا منهجيًا على نقد الغزالي للفلسفة اليونانية العربية". في حين يحاول ابن رشد الدفاع عن إمكانية الفكر الفلسفي باعتباره غير هرطوقي، فإنه في الوقت نفسه يرفض بنفسه أطروحات الفلاسفة الأفلاطونيين المحدثين.
بعد وفاة ابن رشد سنة 1198م، انتهى النقاش حول الأفلاطونية المحدثة في الإسلام إلى حد كبير، واقتصر بقاء الفكر الأفلاطوني المحدث في الإسلام في الغالب على بعض فرق الشيعة وخاصةً الإسماعيلية.[بحاجة لمصدر]